# Palermo Football Club
Il Palermo Football Club, meglio noto come Palermo (AFI: /paˈlɛrmo/), è una società calcistica italiana con sede nella città di Palermo. Milita in Serie B
Il club ha vinto per cinque volte il campionato cadetto, è stato per tre volte finalista della Coppa Italia e ha vinto la Coppa Italia Serie C nella stagione 1992-1993.
Nella classifica perpetua della Serie B è al 5º posto, mentre in quella della Serie A si colloca al 17º. La società rosanero vanta cinque apparizioni nelle competizioni UEFA per club. Inoltre figura al diciottesimo posto nella classifica italiana della tradizione sportiva.

## Storia

### La fondazione e gli anni pionieristici
Le origini della società calcistica sono da ricercare nello Sport Club fondato 1897 da Joseph Isaac Spadafora Whitaker e da altri suoi connazionali trasferitosi a Palermo. Questo club introdusse lo sport del calcio a Palermo.
La storia del Palermo ha ufficialmente inizio il 1º novembre 1900, grazie al contributo della comunità inglese in città e di Ignazio Majo Pagano, un giovane che aveva conosciuto il calcio in Inghilterra e che aveva deciso di importare questo nuovo sport nella natia Palermo. Primo presidente è il viceconsole inglese a Palermo Edward De Garston, primo capitano e allenatore George Edward Samuel Blake, che dello stesso consolato era funzionario. Blake, sette anni prima, aveva anche preso parte alla fondazione del Genoa. Un ruolo nel primo Palermo lo ebbe certamente pure Joseph Isaac Spadafora Whitaker. Nacque così l'Anglo-Palermitan Athletic and Foot-Ball Club, rinominato poi, nel 1907, Palermo Foot-Ball Club.
Nei primi anni vinse dei trofei limitati a delle squadre del Sud Italia, come la Coppa Whitaker o la Coppa Lipton. Nel 1915, con l'entrata dell'Italia nella prima guerra mondiale, la società fermò ogni sua attività; il 16 febbraio 1920, con la denominazione di Unione Sportiva Palermo, risorse dalle sue ceneri attraverso una tra le compagini cittadine minori, il "Racing FBC", visto il maggior blasone del precedente club, partecipando in seguito a competizioni locali, regionali e interregionali, allora giocate completamente a natura dilettantistica.

### Dal ventennio fascista allo sbarco degli alleati
Nel corso della stagione 1926-1927, che fu anche la prima a vedere il professionismo nel calcio, per mezzo della Carta di Viareggio, gravi difficoltà finanziarie indussero la squadra a ritirarsi dalle scene calcistiche appena riqualificate e a fondersi poi, nel 1928, con i concittadini della "Vigor". All'unificazione dei campionati del 1929, il Palermo partì dalla Prima Divisione, il terzo livello del campionato italiano di calcio dell'epoca. In tre annate arrivò nella massima categoria della piramide calcistica italiana, esordendovi in assoluto nell'edizione 1932-1933 e rimanendovi per le successive tre stagioni.
Nel 1941 accadde un'altra fusione societaria, fra il Palermo e la Unione Sportiva Juventina Palermo. Il nuovo sodalizio, che ripartì dalla Serie C 1941-1942, ottenne la promozione nella Serie B 1942-1943. Venne successivamente sospeso, dal medesimo torneo, a causa della preparazione dello sbarco in Sicilia durante la seconda guerra mondiale. Al termine del conflitto nella propria area di regione, vinse il campionato siciliano bellico, per poi approdare nella Divisione Nazionale 1945-1946.

### Dal secondo dopoguerra fino agli anni novanta

La formazione del Palermo nella stagione 1975-1976

Nel periodo che va dal secondo dopoguerra sino ai primi anni '70, il Palermo gioca sei campionati consecutivi in Serie A dal 1948-49 al 1953-54, continuando poi ad alternarsi tra la Serie B e la Serie A con ben cinque promozioni dalla B alla A in meno di venticinque anni, con due campionati cadetti vinti. Negli anni settanta, sotto la presidenza di Renzo Barbera, giunse inoltre, per due volte, a un passo dalla vittoria della Coppa Italia, perdendo una contestata finale con il Bologna e una con la Juventus.
Un momento critico della storia rosanero fu quando, l'8 settembre 1986, il Palermo venne radiato dalla FIGC dopo aver accumulato ingenti debiti. La società, in seguito, dichiarata fallita dal tribunale di Palermo dieci giorni dopo la radiazione, scomparve definitivamente, ma, grazie all'interessamento di politici e imprenditori dell'epoca, del sindaco, del ministro per gli affari regionali e del presidente di Sicindustria Salvino Lagumina, il 7 gennaio 1987 venne costituita l'Unione Sportiva Palermo, chiamata a raccogliere l'eredità dell'estinto sodalizio siciliano. Il neonato Palermo, poi presieduto proprio dal dott. Lagumina, ottenne, in deroga dalla FIGC, l'iscrizione diretta alla Serie C2 per l'edizione 1987-1988.

La formazione rosanero nell'annata 1983-1984

Le annate successive vedono il club raggiungere la Serie B e, dopo tre finali perse, vincere una Coppa Italia Serie C nel 1992-1993. Gli anni '90 si concluderanno con la permanenza in C.

### Gli anni duemila

#### L'era Zamparini
La svolta arrivò alla fine della stagione 2001-2002: il 21 luglio 2002 Maurizio Zamparini subentrò all'allora patron Franco Sensi, acquistando il pacchetto azionario di maggioranza del club. In sole due stagioni la squadra tornò in massima serie dopo trentun anni di assenza e a trentadue anni dalla promozione precedente.

Il Palermo nella stagione 2003-2004

Nell'anno del ritorno in Serie A il Palermo, guidato dal tecnico Francesco Guidolin, da matricola si qualifica, per la prima volta, alla Coppa UEFA, traguardo ottenuto anche nelle due annate successive. Sotto la guida di Delio Rossi, nella stagione 2009-2010 la squadra torna a centrare l'obiettivo europeo e batte diversi record. In due occasioni manca la qualificazione ai preliminari della UEFA Champions League per soli due punti di distacco dal quarto posto: nel primo caso nella Serie A 2005-2006 (dopo la sentenza su Calciopoli) e nel secondo caso proprio nella Serie A 2009-2010. Nella stagione 2010-2011 i rosanero raggiungono la terza finale di Coppa Italia della loro storia, a distanza di trentadue anni da quella precedente, ma subiscono ancora una sconfitta, stavolta contro l'Inter. Il Palermo si salva tranquillamente nella stagione della Serie A 2011-2012. 
Al termine della stagione 2012-2013, il Palermo lascia la scena del massimo livello calcistico italiano dopo nove stagioni, con cinque qualificazioni alle competizioni europee e una finale di coppa nazionale. L'anno successivo il club rosanero ritorna subito in Serie A vincendo il campionato di Serie B 2013-2014 con cinque giornate d'anticipo e 86 punti, aggiudicandosi per la prima volta la Coppa Ali della Vittoria.

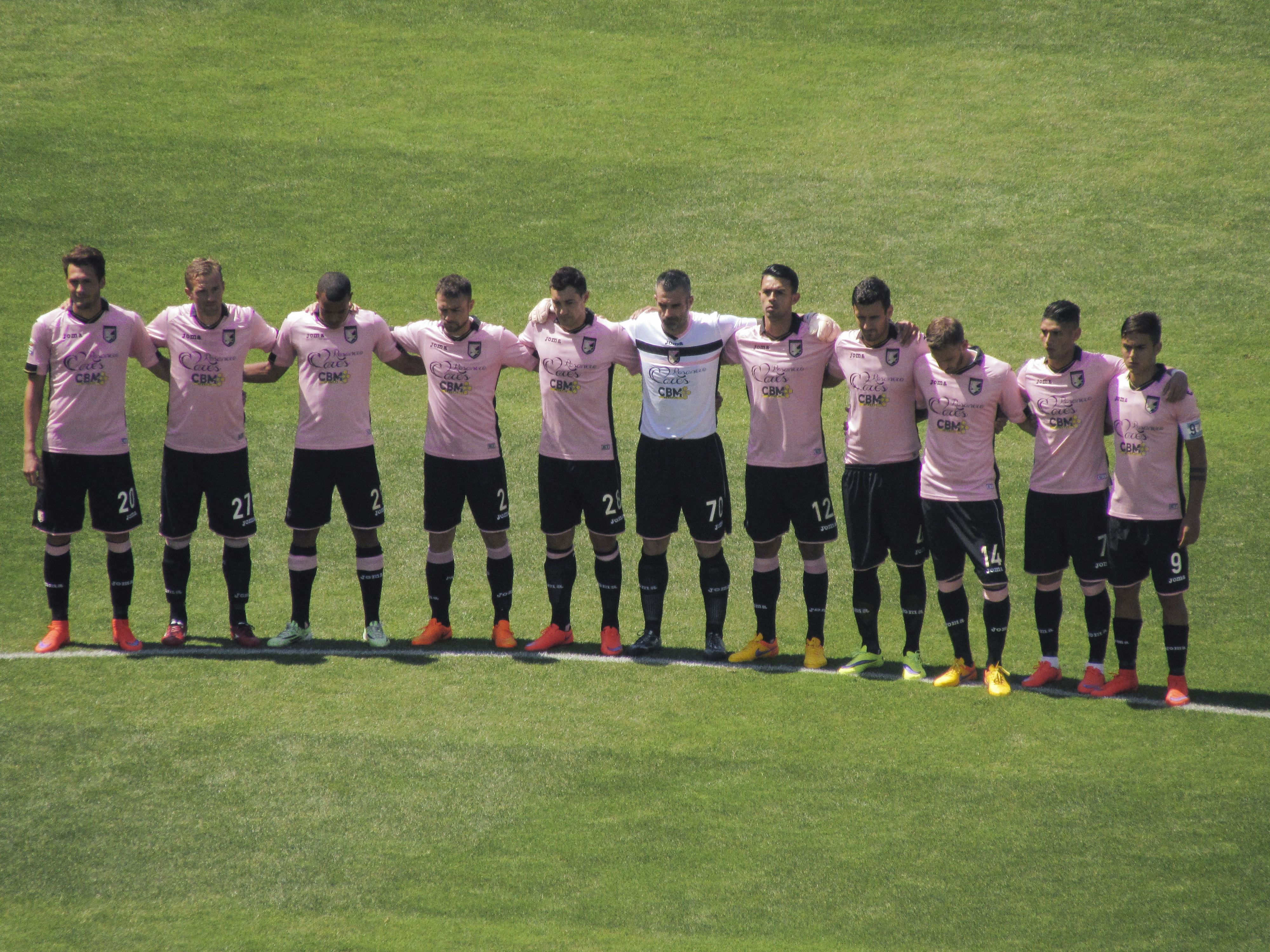
Il Palermo nella stagione 2014-2015

Il 17 ottobre 2016, nel torneo di Serie A 2016-2017, il Palermo disputa, contro il Torino, la sua millesima partita in massima serie. La stagione termina però con una nuova retrocessione dopo tre stagioni consecutive in cui il Palermo rimase in Serie A dal 2014 al 2017.
Al termine del campionato di Serie B 2018-2019 i siciliani, dopo due stagioni consecutive disputate in Serie B dal 2017 al 2019, vengono esclusi dai play-off per una penalizzazione di 20 punti, inflitta per illeciti amministrativi commessi dal 2014 al 2017. Il 12 luglio 2019 vengono estromessi dalla FIGC dalla categoria di appartenenza per inadempienze finanziarie. Tre mesi dopo, la società "U.S. Città di Palermo" viene definitivamente dichiarata fallita dal tribunale di Palermo.

#### L'era Mirri e City Football Group
Il 24 luglio il sindaco di Palermo Leoluca Orlando assegna il titolo sportivo della squadra rosanero alla Hera Hora S.r.l. degli imprenditori palermitani Dario Mirri e Antonino Di Piazza e viene iscritta nel campionato di Serie D.

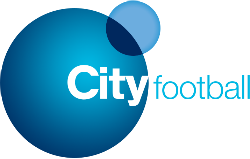
Il logo del City Football Group

La stagione 2019-2020 è segnata dall'interruzione del campionato a causa della pandemia di COVID-19, il 9 marzo 2020. Anche le restanti otto gare del Palermo sono rinviate a data da destinarsi e poi definitivamente annullate. L'8 giugno il Consiglio federale decide per la promozione in Serie C dei rosanero, trovandosi il club siciliano al primo posto della classifica prima dell'interruzione. Il 16 luglio 2020 assume la denominazione Palermo Football Club.. Al Barbera il 12 giugno 2022, in seguito alla vittoria sul Calcio Padova nei playoff (durante i quali è stato sempre fatto sold-out e la richiesta era tale che il portale Vivaticket ha registrato 120 mila richieste per partita, di gran lunga superiore al massimo numero di spettatori del Barbera), il Palermo ottiene la Promozione in Serie B.
Il 4 luglio 2022, la società diventa ufficialmente di proprietà del City Football Group per l'80% delle quote, il restante 20% resta in mano alla società di Mirri ed al gruppo "Amici Rosanero". La holding, di proprietà dello sceicco Mansur bin Zayd Al Nahyan, controlla tra gli altri Manchester City e New York City. 
Il 3 novembre 2023 il Palermo entra a far parte dell'Associazione dei club europei (ECA), un passo importante verso l'internazionalizzazione del club. Nel mese di aprile del 2024 viene inaugurato il Palermo City Football Academy, primo centro sportivo di proprietà della storia del club. Nel 2025, in occasione del trofeo celebrativo Anglo-Palermitan Trophy, il Palermo affronta per la prima volta il Manchester City, squadra capofila della holding anglo-emiratina.

## Colori e simboli

### Colori

Una delle varianti utilizzate dal club nel corso della storia per la sua maglia rosanero, qui in versione palata

Inizialmente, i colori della squadra erano il rosso e il blu e, soltanto nel 1907, si scelsero i celebri colori sociali rosa e nero. Su questa decisione sono sorte diverse leggende: la più diffusa racconta che il rosso e il blu si stinsero in rosa e nero a causa di un candeggio sbagliato, ma il fatto che analoghe storie circolino sulle nascite delle maglie di altri club mina la credibilità di questa versione. Più realisticamente il rosa e il nero potrebbero rappresentare il rosolio e l'amaro prodotti dalla famiglia di Joseph Whitaker, da bere rispettivamente dopo una vittoria e dopo una sconfitta. L'ipotesi più accreditata resta una lettera inviata nel 1905 da Giuseppe Airoldi a Joshua (detto Giosuè) Whitaker, convincendolo a cambiare i colori sociali in rosa e nero, come metafora del dolce e dell'amaro a causa dei risultati alterni. La colorazione venne comunque cambiata solo il 27 febbraio 1907.
Dopo il primo scioglimento della società palermitana, causato dalla prima guerra mondiale, il 16 febbraio 1920 Valentino Colombo, dirigente del Racing FBC, squadra dai colori sociali bianco-blu, trasformò la denominazione di quest'ultima in Unione Sportiva Palermo: l'annata a venire si adotteranno nuovamente le tinte rosanero. Nel 2007, annata del centesimo compleanno della divisa rosanero, la maglia del Palermo è entrata nella top 50 delle maglie più belle della storia del calcio, classifica redatta da un gruppo di giornalisti britannici e pubblicata dal quotidiano londinese The Times.

#### Anni e denominazioni
| Anni                | Colori                                   | Denominazione                                |
| ------------------- | ---------------------------------------- | -------------------------------------------- |
| 1900-1907           |                                          | Anglo-Palermitan Athletic and Foot-Ball Club |
| 1907-1915           |                                          | Palermo Foot-Ball Club                       |
| 1920-1921           |                                          | Unione Sportiva Palermo                      |
| 1921-1924           |                                          | Unione Sportiva Palermo                      |
| 1924-1926 1928-1935 | Palermo Football Club                    |                                              |
| 1935-1937           | Associazione Calcio Palermo              |                                              |
| 1937-1940           | Associazione Calcio Palermo              |                                              |
| 1941-1942           |                                          | Unione Sportiva Palermo-Juventina            |
| 1942-1943           |                                          | Unione Sportiva Palermo-Juventina            |
| 1944-1968           | Unione Sportiva Palermo                  |                                              |
| 1968-1986           | Società Sportiva Calcio Palermo          |                                              |
| 1987-1994           | Unione Sportiva Palermo                  |                                              |
| 1994-2019           | Unione Sportiva Città di Palermo         |                                              |
| 2019-2020           | Palermo Società Sportiva Dilettantistica |                                              |
| 2020-               | Palermo Football Club                    |                                              |

### Simboli ufficiali

#### Stemma

Lo stemma del Palermo in uso dal 2019. L'aquila è il simbolo più ricorrente nell'iconografia del club rosanero.

Il Palermo ha modificato più volte il proprio stemma. Il primo fu realizzato nel 1920, stesso anno in cui la Federazione Italiana Giuoco Calcio imponeva l'adozione di un marchio societario: esso era costituito da uno scudo bicolore bianco-blu con banda trasversale a caratteri neri "Palermo F.B.C.", tutto in virtù dei colori del "Racing F.B.C.". Nel 1921 gli sfondi dello scudo furono poi ritoccati in rosanero. Nel 1929 venne adottato un rombo rosanero in pieno stile futurista, a opera del pittore Giuseppe "Pippo" Rizzo, su commissione del barone Luigi Bordonaro di Gebbiarossa.
Nel 1932, in occasione della storica conquista della Serie A, il presidente Barresi fa rinnovare il distintivo sostituendo il rombo con un'aquila dorata, simbolo della città, che tiene fra gli artigli un ramoscello di ulivo, segno di pace, mentre nel 1947 il presidente Stefano La Motta introduce per la prima volta un'aquila sullo sfondo rosanero. Nel 1979 il Palermo adotta un nuovo stemma societario realizzato dal nuovo sponsor tecnico, l'azienda romana Pouchain: un aquilotto stilizzato all'interno di un rombo.
Nel 1987, dopo la rinascita della società, il simbolo utilizzato è un'aquila bianca sullo scudo a simboleggiare la purezza. Nel 1991, durante la presidenza di Giovanni Ferrara, viene introdotta l'aquila dalle ali spiegate, mentre tre anni dopo, in occasione della ridenominazione in "U.S. Città di Palermo" vista la sponsorizzazione stipulata con il Comune, l'aquila torna ad avere di nuovo le ali rivolte verso il basso. Il simbolo adottato nel 2000, sotto la presidenza di Sergio D'Antoni, è invece composto da un'aquila dorata, con ali spiegate in parte bianche, su sfondo rosa-nero; i colori sono divisi da una diagonale e la forma dello stemma è uno scudo, con l'intestazione della società in alto. Tale logo si è classificato settimo nella lista dei venti loghi calcistici più belli del mondo stilata dal quotidiano britannico Daily Mail.
Nel 2019, con la rifondazione della squadra, arriva un nuovo stemma: questa volta compare la testa di un'aquila sovrapposta alla lettera P, iniziale del nome della città di Palermo, completata da un'ala stilizzata di colore rosa-nero e dalla parola Palermo di colore dorato (quest'ultima a volte omessa). Il 22 agosto 2021 la società rende noto che "Tutti i loghi storici sono stati registrati dal Palermo F.C.".

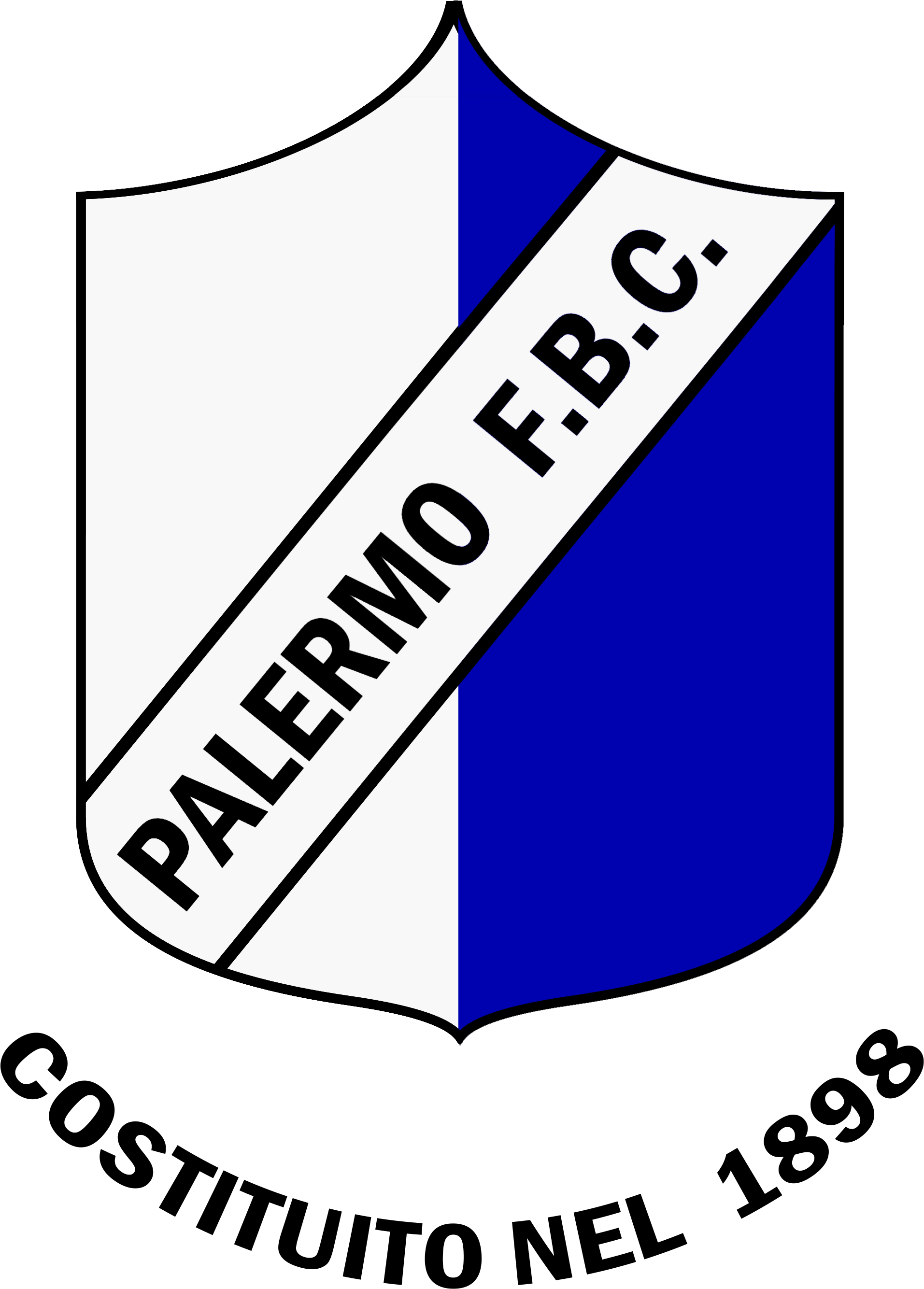
Stemma introdotto nel 1920
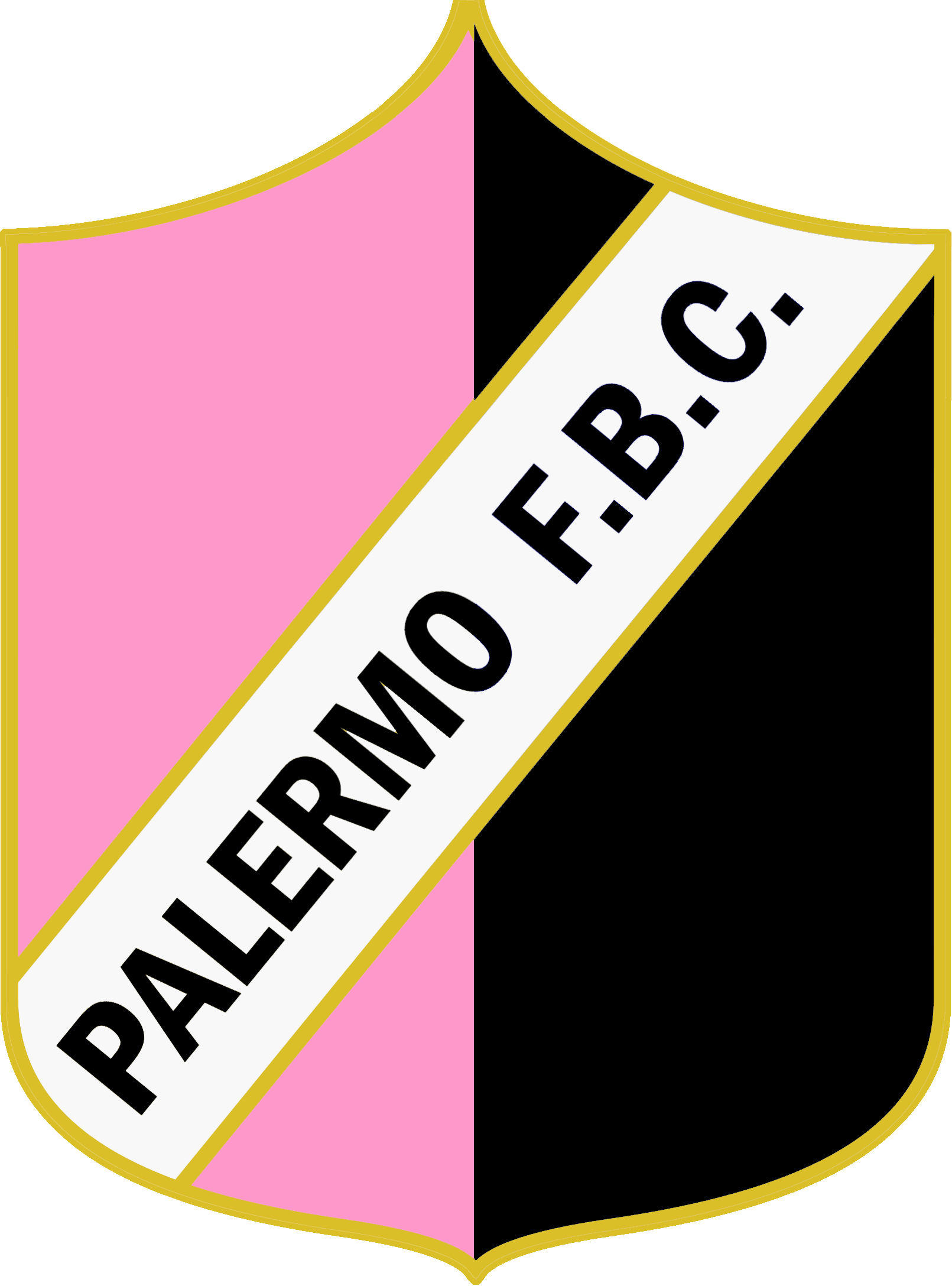
Stemma introdotto nel 1921
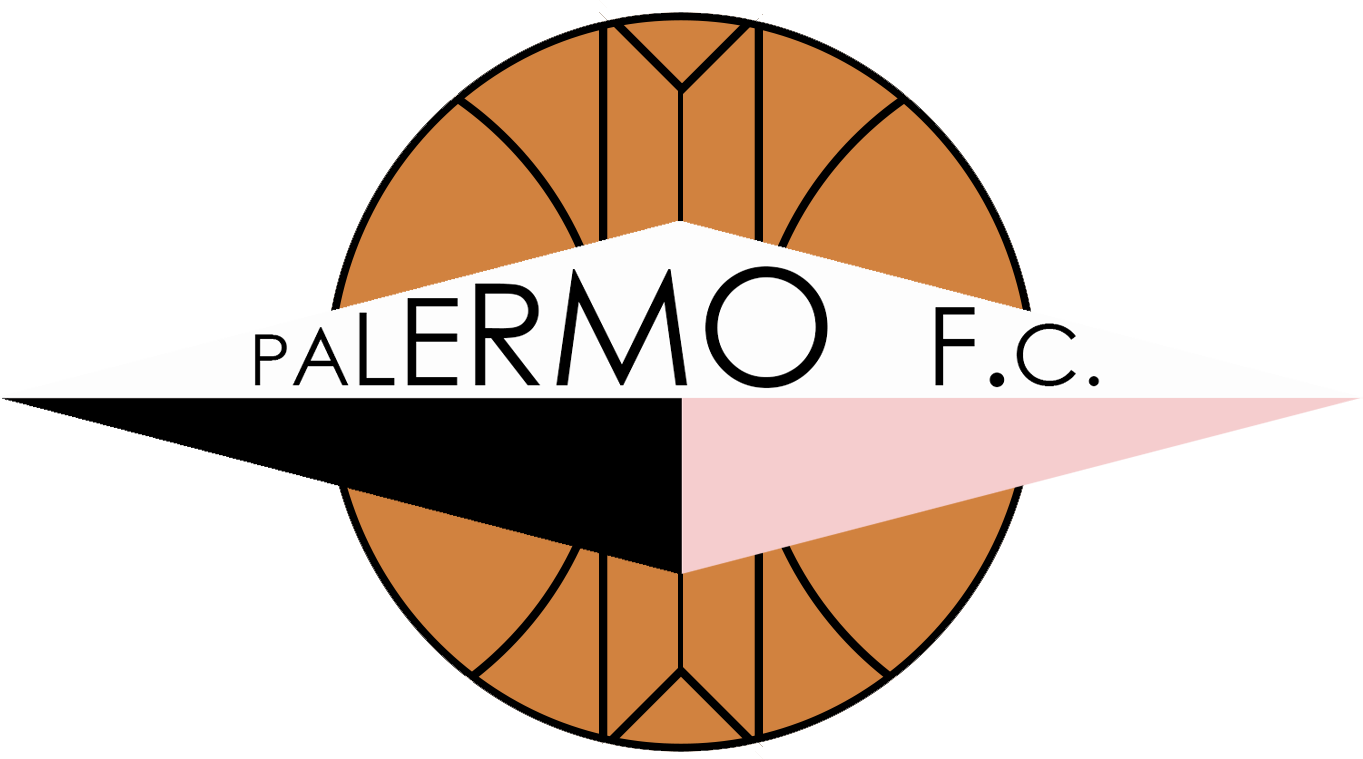
Stemma introdotto nel 1929
Stemma introdotto nel 1979.
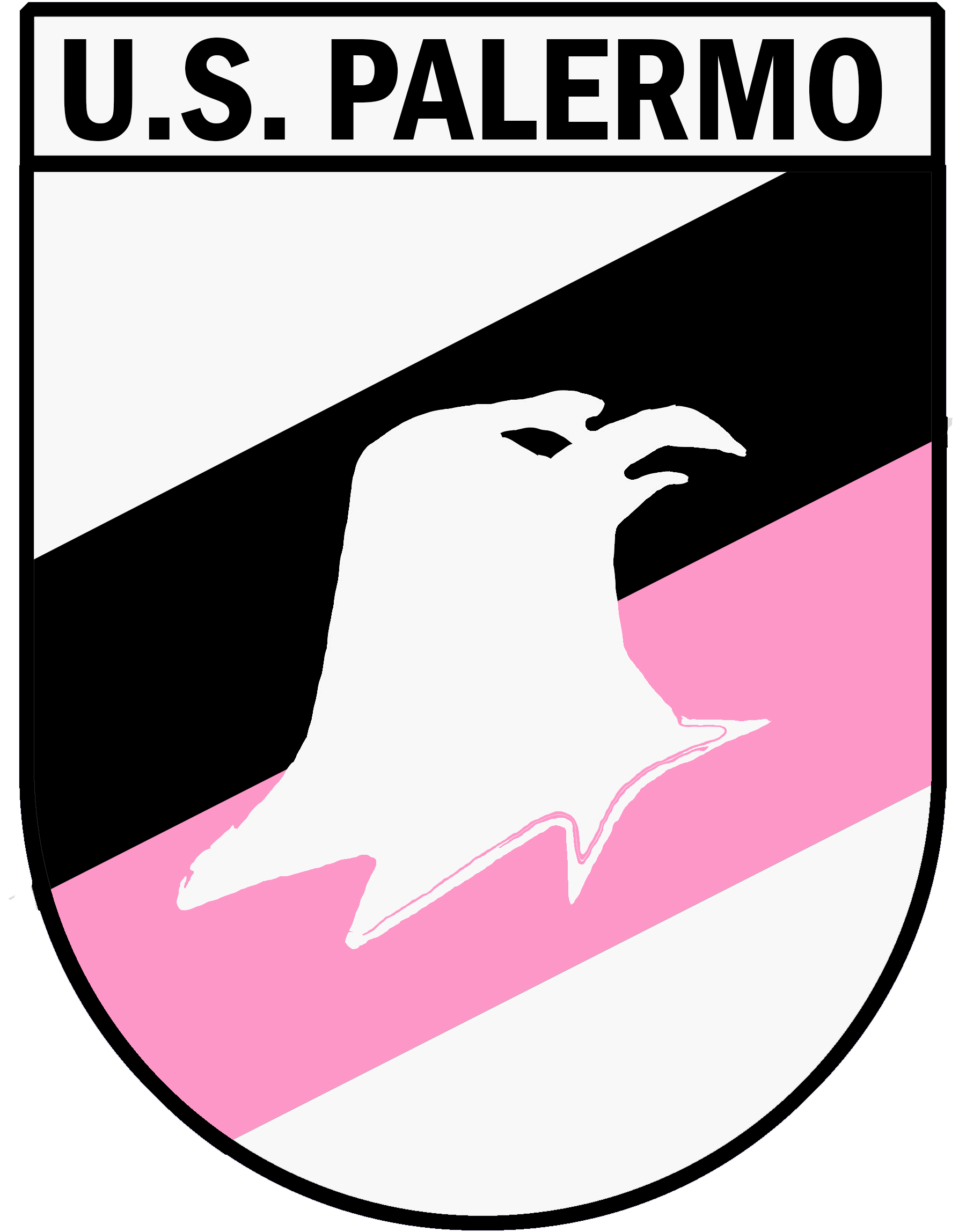
Stemma utilizzato a partire dalla rifondazione del 1987.
Stemma utilizzato dal 1991 al 1994.
Stemma utilizzato dal 2000 al 2019.
Stemma in uso dal 2019.

#### Inno
Nella stagione 2004-2005, con la partecipazione in Serie A della squadra, la cantautrice Pia Tuccitto scrive l'Inno "Palermo facci sognare", cantata insieme all'amico Roberto Superchi e distribuito in allegato al quotidiano. Il brano diventò, dal 20 febbraio 2005, la sigla ufficiale di presentazione della squadra al Programma televisivo Quelli che il calcio su Rai tre. Il 26 agosto 2019, viene presentata la canzone Rosanero Amore Vero, scritta da Salvatore Ficarra e Lello Analfino, egli stesso cantante del pezzo. Si ricordano comunque diversi brani, come quello scritto dal musicista Manno e pubblicato dalla casa editrice palermitana Alfano, in occorrenza della prima promozione in massima serie della storia del Palermo, quello interpretato da Giovanni Alamia e Tony Sperandeo, all'indomani della rinascita dopo il fallimento del 1987, dal titolo U sapuri ri gol (in italiano Il sapore dei gol), o vari brani scritti da Rino Martinez con la collaborazione di alcuni giocatori del momento.

#### Mascotte
All'inizio degli anni 2000 la squadra ha avuto una mascotte di nome Kurò, un aquilotto con una maglietta numerata "04", anno del ritorno in Serie A del sodalizio (il 2004 appunto).
Figura importante nel periodo che va dal 2004 al 2006, nel corso degli anni successivi la sua presenze allo stadio si è ridotta a tal punto da scomparire in maniera definitiva.

## Strutture

### Stadio

Lo stadio nel 1987

Il Palermo gioca le sue partite casalinghe allo Stadio Renzo Barbera, da sempre di proprietà del Comune. Precedentemente, dalla prima fondazione ufficiale della compagine le disputava in un terreno chiamato Varvaro, situato nello spazio tra le vie Notarbartolo, Marchese Ugo e Piersanti Mattarella - precisamente dove oggi si trovano la Corte dei Conti di Palermo e le aree retrostanti - fu messo a disposizione dalla famiglia Whitaker, in una loro proprietà alle spalle della Villa Varvaro e fu soprannominato 'u Pantanu (il Pantano in italiano) a causa del suo cattivo drenaggio durante le piogge; dal 16 marzo 1914 al 3 gennaio 1932 allo Stadio Ranchibile, poi abbandonati visto che erano divenuti inadeguati per le esigenze crescenti della squadra. Talvolta occorreva anche fare ricorso a campi d'emergenza, pochissimi, realizzati da sodalizi privati.
Lo stadio venne inaugurato il 24 gennaio 1932 con il nome "Stadio del Littorio" e, nello stesso giorno, si giocò inoltre la prima partita ufficiale nell'impianto sportivo, disputata contro l'Atalanta e vinta 5-1. Il 27 giugno 1937 fu rinominato "Stadio Michele Marrone", in memoria del calciatore palermitano fregiato della medaglia d'argento al valor militare e morto nella guerra civile spagnola.
All'inizio del secondo dopoguerra, lo stadio cambiò denominazione, anche se non ufficialmente, in "Stadio La Favorita", trovandosi all'interno del parco omonimo che da viale Del Fante conduce al quartiere balneare di Mondello, ai piedi del Monte Pellegrino. In quegli anni fu anche ristrutturato, rimuovendo la pista da corsa e aggiungendo due curve che aumentarono la sua capacità a 30.000 posti a sedere. Nel 1984 fu ulteriormente ampliato a 55.000 posti, con la costruzione del secondo anello delle curve e della gradinata. In occasione del Mondiale d'Italia '90, lo stadio fu rivisitato con l'aggiunta di sedili e con la diminuzione della capacità a 36.422 posti. Mentre vi si svolgevano questi lavori, la squadra rosanero fu costretta a giocare le sue partite interne nel campo della non troppo vicina città di Trapani, tuttavia le gare avevano, al loro seguito, un consistente pubblico proveniente dal capoluogo isolano. Durante la ristrutturazione del 1989, cinque dipendenti morirono il 30 agosto a causa del collasso di una sezione dello stadio. Il 18 settembre del 2002 lo stadio cambiò di nuovo nome in "Stadio Renzo Barbera", in onore del celeberrimo presidente del Palermo dal 1970 al 1980, deceduto nelle prime ore del 19 maggio dello stesso anno.

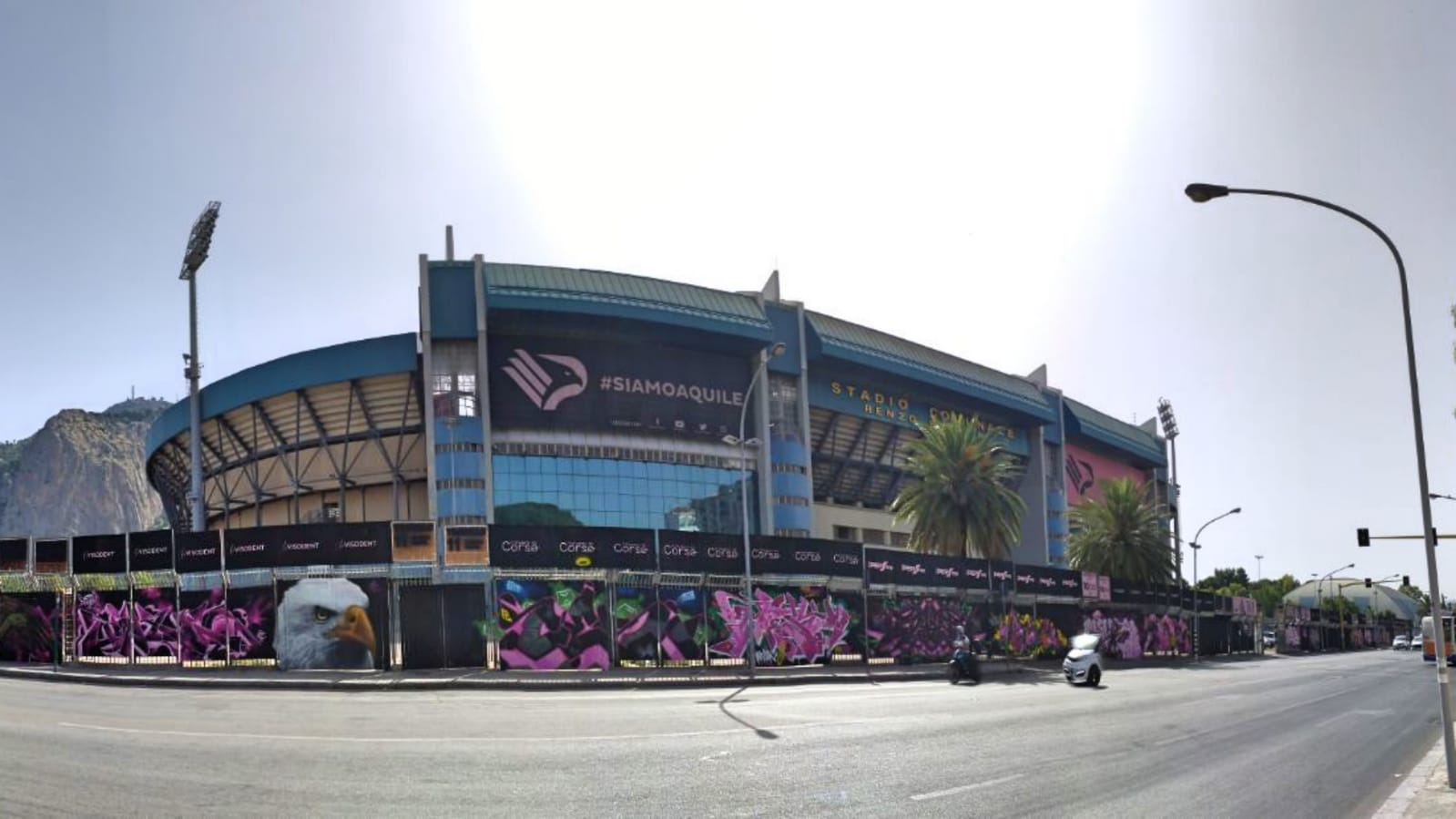
Esterno del Barbera nel 2022

Nel corso della sua gestione, il presidente del Palermo Maurizio Zamparini aveva più volte proposto la costruzione di un nuovo impianto polifunzionale con diversi servizi, quali cinema multisala, palestre, ristoranti, una clinica, skybox, attività commerciali varie ed un museo dello sport. L'area scelta per la costruzione del nuovo stadio sarebbe stata individuata dove sorge il Velodromo Paolo Borsellino, a breve distanza da un centro commerciale di proprietà dello stesso Zamparini. Su questo tema l'amministrazione comunale si era divisa, in quanto il velodromo era un impianto di recente costruzione, per il quale l'amministrazione doveva pagare ancora le rate del mutuo. Nei primi mesi del 2009 erano stati fatti i primi passi avanti da parte dell'amministrazione comunale in favore del nuovo progetto. Questi sforzi avevano portato, nel dicembre seguente, alla presentazione ufficiale, da parte del Palermo Calcio al Comune di Palermo, alla Regione Siciliana e al CONI, del nuovo impianto. L'investimento oneroso sarebbe stato tra i 300 e i 400 milioni di euro, per uno stadio di circa 34.000 posti a sedere con circa 0,80 metri quadrati per spettatore. Il 14 novembre 2011 era stato presentato il progetto virtuale.

### Centro di allenamento
Dall'agosto 2023, gli allenamenti della prima squadra si svolgono presso il Centro Sportivo Palermo City Football Academy (CFA) a Torretta, struttura di proprietà della società, inaugurata ufficialmente alla presenza del pubblico il 7 aprile 2024.
Per vent'anni, dal 2003 al 2023, il Palermo si è allenato presso il Campo Tenente Onorato, struttura di proprietà dell'Esercito Italiano che si trova nel quartiere Boccadifalco di Palermo. In quanto area militare, non era possibile per i tifosi assistere agli allenamenti.

## Società
Il club è membro network dell'European Club Association (ECA), organismo privato che rappresenta le società calcistiche a livello europeo e riconosciuto dall'UEFA.

### Organigramma societario
Dal sito ufficiale della società.
- Dario Mirri - Presidente
- Giovanni Gardini - Amministratore delegato
- Giovanni Gardini - Direttore generale

Consiglio di amministrazione
- Simon Richard Cliff
- Alberto Galassi
- Theodore Macbeath
- Brian Marwood

Area Sportiva
- Carlo Osti - Direttore sportivo
- Fabio Pinna - Team manager
- Tindaro Bongiovanni - Head of Performance

### Sponsor

Gianni De Rosa con la prima maglia sponsorizzata nella storia del Palermo, stagione 1981-1982.

- 1973-1974 Corrao
- 1975-1976 Corrao
- 1977-1979 NR
- 1978-1979 Admiral
- 1979-1980 Pouchain
- 1980-1986 NR
- 1987-1989 Ennedue
- 1989-1990 Hummel
- maggio 1990[56] ABM
- 1990-1996 ABM
- 1996-1999 Kappa
- 1999-2000 Kronos
- 2000-2010 Lotto
- 2010-2012 Legea
- 2012-2014 Puma[57]
- 2014-2017 Joma[58]
- 2017-2019 Legea
- 2019-2023 Kappa
- 2023- Puma[59]

### Settore giovanile
Il settore giovanile del Palermo è formato da 6 squadre: Primavera, Under 17 nazionale, Under 16 regionale, Under 15 nazionale, Under 14 regionale, Esordienti 2009 ed Esordienti 2010.
Tra i trofei conquistati: la Coppa Allievi Professionisti nella stagione 1997-1998, il Campionato nazionale Dante Berretti nella stagione 2000-2001, il Campionato Primavera 1 del 2008-2009, due campionati Giovanissimi Regionali consecutivi nelle annate 2011-2012 e 2012-2013. Inoltre nel 2017-2018 il Palermo vince il nuovo Campionato Primavera 2 e la Supercoppa Primavera 2.
La formazione Primavera ha partecipato 17 volte al Torneo di Viareggio, con 29 vittorie, 19 pareggi e 22 sconfitte (113 gol fatti e 74 subiti).
Nella stagione 2013-2014 la squadra raggiunge per la prima volta la semifinale del Torneo di Viareggio, perdendo ai tiri di rigore contro i belgi dell'Anderlecht, mentre gli Allievi Nazionali raggiungono per la prima volta le finali Scudetto. Nella stagione 2015-2016, invece, raggiunge la finale del Torneo di Viareggio, poi persa contro la Juventus. Numerosi i premi individuali ottenuti: Fabrizio Alastra miglior portiere dell'edizione 2014, Accursio Bentivegna capocannoniere dell'edizione 2015, Leonardo Marson miglior portiere dell'edizione 2016, Antonino La Gumina capocannoniere e miglior giocatore del 2016. Sempre a livello individuale, Davis Curiale è stato il capocannoniere del Campionato Primavera 2006-2007.

### Sezione femminile
A partire dalla stagione 2019-2020, la società costituisce la propria sezione femminile, rilevando il titolo sportivo della squadra di calcio della Ludos, partecipante al campionato di Serie C.
La stagione successiva il Palermo trova nuovamente l'accordo con la società di calcio femminile, rinominata Associazione Sportiva Dilettantistica Palermo, per la partecipazione alla Serie B.

## Diffusione nella cultura di massa

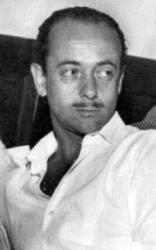
Raimondo Lanza di Trabia

Il Palermo conobbe un momento di grande notorietà durante la presidenza di Raimondo Lanza di Trabia, all'inizio degli anni cinquanta. Lanza di Trabia, uomo che godeva di importanti e prestigiose amicizie internazionali e che fu al centro del gossip dell'epoca, portò a Palermo giocatori di grande talento come il danese Helge Bronée e fu considerato l'inventore del calciomercato in senso moderno. La sua tragica e prematura morte a Roma nel 1954 ha ispirato Domenico Modugno per la canzone Vecchio frack. Inoltre, su di lui sono stati scritti molti saggi e romanzi.
Riferimenti cinematografici al Palermo si trovano in vari film prodotti in Italia. Tra i più celebri Audace colpo dei soliti ignoti, Tu la conosci Claudia? e Nati stanchi. Nella serie televisiva La mafia uccide solo d'estate un episodio ruota attorno alla finale di Coppa Italia del 1979 tra Palermo e Juventus. Inoltre sono stati girati due documentari sul club: uno da Rai Trade nel 2000, in occasione del centenario della società e un altro da Sky Italia nel 2004, per la promozione in Serie A a 32 anni di distanza dall'ultima.
Durante la breve presidenza Baccaglini, il Palermo è stato protagonista di un "gemellaggio" con Force India, scuderia anglo-indiana di Formula 1 che aveva appena adottato una livrea rosa. In tale occasione i due piloti della scuderia, Sergio Pérez ed Esteban Ocon, hanno anche indossato la maglia della società siciliana. Nello stesso periodo il Palermo ha guadagnato la copertina di Vogue Enfants, supplemento di moda per bambini che fa capo al periodico di fama mondiale Vogue, probabilmente nell'ambito di una campagna pubblicitaria legata a una kermesse estiva organizzata da Dolce & Gabbana nel capoluogo siciliano.
Nel 2020, per celebrare il centoventesimo anniversario della fondazione della società, è stato inaugurato il "Palermo Museum".
Nel 2023 la popstar internazionale Dua Lipa è stata testimonial di uno spot Puma per il lancio del modello di scarpe "Palermo", indossando per l'occasione la maglia ufficiale del club rosanero, che ha così avuto visibilità mondiale.

## Allenatori e presidenti

### Allenatori
Di seguito l'elenco degli allenatori a partire dal 1921 ad oggi.
- 1921-1923  Valentino Colombo
- 1923-1925  Michele Ultveggio
- 1925-1926  Ermenegildo Negri
- 1926-1927  Tom Kovary (1ª-9ª)
- 1927-1928 ...
- 1928-1929  Angelo Benincasa
- 1929-1930  Angelo Benincasa (1ª-?ª)
 Joan Lechtblan (?ª-28ª)
- 1930-1931  Tony Cargnelli
- 1931-1932  Tony Cargnelli (1ª-6ª)
 Gyula Feldmann (7ª-34ª)
- 1932-1934  Gyula Feldmann
- 1934-1935  Károly Csapkay
- 1935-1936  Gyula Lelovics (1ª-9ª)
 Angelo Benincasa (10ª-30ª)
- 1936-1937  Károly Csapkay
- 1937-1938  Árpád Hajós
- 1938-1939  Armand Halmos (1ª-?ª)
 Ermenegildo Negri (?ª-34ª)
- 1939-1940  Ermenegildo Negri
- 1940-1941 ...
- 1941-1942  Pietro Bazan (1ª-?ª)
 Otto Krappan (?ª-13ª)[75]
 Renato Nigiotti (14ª-24ª e gironi finali)
- 1942-1943  Renato Nigiotti (1ª-?ª)
 Beppe Cutrera (?ª-29ª)
- 1943-1944 ...
- 1944-1945  Beppe Cutrera
- 1945-1946  Maximiliano Faotto
- 1946-1947  Maximiliano Faotto (1ª-?ª)
 Beppe Cutrera (?ª-34ª)
- 1947-1948  Virginio Rosetta
- 1948-1949  Giovanni Varglien
- 1949-1951  Giuseppe Viani
- 1951-1952  Remo Galli (1ª-31ª)
 Guido Masetti (32ª-38ª)
- 1952-1953  Luigi Bonizzoni (1ª-16ª)
 József Bánás (17ª)
 Giovanni Varglien (II) (18ª-34ª)
- 1953-1954  Giovanni Varglien (II) (1ª-3ª)
 Massimiliano Varricchio e  Raimondo Lanza di Trabia (D.T.) (4ª-5ª)
  Rodolphe Hiden (6ª-26ª)
 Carlo Scarpato e  Gino Giaroli (27ª-28ª)[76]
 Nicolò Nicolosi (29ª-34ª)[77]
- 1954-1955  Adolfo Baloncieri (1ª-5ª)
 Mario Sperone (6ª-34ª)
- 1955-1956  Carlo Rigotti
- 1956-1957   Héctor Puricelli (1ª-21ª)
 Attilio Kossovel (22ª-34ª)
- 1957-1958  Pietro Rava (1ª-8ª)
 Attilio Kossovel (9ª-15ª)
 Carlo Rigotti (16ª-34ª)
- 1958-1959  Čestmír Vycpálek
- 1959-1960  Čestmír Vycpálek (1ª-30ª)
 Santiago Vernazza (31ª)
 Eliseo Lodi (32ª-34ª)
- 1960-1961  Fioravante Baldi (1ª-6ª)
 Pasquale Morisco (7ª-9ª)
 Fioravante Baldi (10ª-22ª)
 Eliseo Lodi (23ª-26ª)
 Fioravante Baldi (27ª-38ª)
- 1961-1962  Leandro Remondini (1ª-5ª)
 Leandro Remondini e  Oscar Montez (D.T.) (6ª-26ª)
 Leandro Remondini (27ª-34ª)
- 1962-1963  Giovanni Ballico (1ª-3ª)
 Giovanni Ballico e  Fioravante Baldi (D.T.) (4ª-16ª)
 Oscar Montez (17ª-34ª)
- 1963-1964  László Székely (1ª-15ª)
 Vittorio Malagoli (16ª-18ª)
 László Székely (19ª-38ª)
- 1964-1965  László Székely (1ª-8ª)
 Čestmír Vycpálek (9ª-11ª)
 Carlo Facchini (12ª-38ª)
- 1965-1966  Carlo Facchini
- 1966-1967  Camillo Achilli
- 1967-1970  Carmelo Di Bella
- 1970-1971  Carmelo Di Bella (1ª-18ª)
 Benigno De Grandi (19ª-38ª)
- 1971-1972  Benigno De Grandi
- 1972-1973  Umberto Pinardi (1ª-22ª)
 Alvaro Biagini (23ª-30ª)
- 1973-1975  Corrado Viciani
- 1975-1976  Benigno De Grandi (1ª-9ª)
 Antonio De Bellis (10ª-38ª)
- 1976-1977  Antonio De Bellis (1ª-29ª)
 Giuseppe Grassotti (30ª)
 Fernando Veneranda (31ª-38ª)
- 1977-1979  Fernando Veneranda
- 1979-1980  Giancarlo Cadè
- 1980-1981  Fernando Veneranda (1ª-26ª)
 Vincenzo Urbani (27ª)
 Carmelo Di Bella (28ª-38ª)
- 1981-1982  Antonio Renna
- 1982-1983  Antonio Renna (1ª-21ª)
 Carmelo Del Noce (22ª-26ª)
 Antonio Renna (27ª-38ª)
- 1983-1984  Gustavo Giagnoni (1ª-30ª)
 Graziano Landoni (31ª-38ª)
- 1984-1985  Domenico Rosati
- 1985-1986   Antonio Angelillo (1ª-13ª)
 Fernando Veneranda (14ª-38ª)
- 1986-1987  Fernando Veneranda (girone 6 del Primo turno di Coppa Italia)
- 1987-1988  Giuseppe Caramanno
- 1988-1989  Giorgio Rumignani
- 1989-1990  Francesco Liguori
- 1990-1991  Francesco Liguori (1ª-4ª)
 Enzo Ferrari (5ª-34ª)
- 1991-1992  Enzo Ferrari (1ª-7ª)
 Gianni Di Marzio (8ª-38ª)
- 1992-1993  Angelo Orazi
- 1993-1994  Enrico Nicolini (1ª-3ª)
 Gaetano Salvemini (4ª-38ª)
- 1994-1995  Gaetano Salvemini (1ª-24ª)
 Giampiero Vitali (25ª-38ª)
- 1995-1996  Antonio De Bellis e  Ignazio Arcoleo
- 1996-1997  Ignazio Arcoleo (1ª-30ª)
 Giampiero Vitali (31ª-38ª)
- 1997-1998  Giorgio Rumignani (1ª-7ª)
 Ignazio Arcoleo (8ª-34ª e play-out)
- 1998-1999  Massimo Morgia
- 1999-2000  Massimo Morgia (1ª-29ª)
 Giuliano Sonzogni (30ª-34ª)
- 2000-2001  Giuliano Sonzogni (1ª-32ª)
 Ezio Sella (33ª-34ª)
- 2001-2002  Bortolo Mutti
- 2002-2003  Ezio Glerean (1ª)
 Daniele Arrigoni (2ª-22ª)
 Nedo Sonetti (23ª-38ª)
- 2003-2004  Silvio Baldini (1ª-24ª)
 Francesco Guidolin (25ª-46ª)
- 2004-2005  Francesco Guidolin
- 2005-2006  Gigi Delneri (1ª-22ª)
 Giuseppe Papadopulo (23ª-38ª)
- 2006-2007  Francesco Guidolin (1ª-33ª)
 Renzo Gobbo e  Rosario Pergolizzi (34ª-36ª)
 Francesco Guidolin (37ª-38ª)
- 2007-2008  Stefano Colantuono (1ª-13ª)
 Francesco Guidolin (14ª-30ª)
 Stefano Colantuono (31ª-38ª)
- 2008-2009  Stefano Colantuono (1ª)
 Davide Ballardini (2ª-38ª)
- 2009-2010  Walter Zenga (1ª-13ª)
 Delio Rossi (14ª-38ª)
- 2010-2011  Delio Rossi (1ª-27ª)
 Serse Cosmi (28ª-31ª)
 Delio Rossi (32ª-38ª)
- 2011-2012  Stefano Pioli (lug.-ago.)
 Bortolo Mutti (1ª)
 Devis Mangia (2ª-16ª)
 Bortolo Mutti (17ª-38ª)
- 2012-2013  Giuseppe Sannino (1ª-3ª)
 Gian Piero Gasperini (4ª-23ª)
 Alberto Malesani (24ª-26ª)
 Gian Piero Gasperini (27ª-28ª)
 Giuseppe Sannino (29ª-38ª)
- 2013-2014  Gennaro Gattuso (1ª-6ª)
 Giuseppe Iachini (7ª-42ª)
- 2014-2015  Giuseppe Iachini
- 2015-2016  Giuseppe Iachini (1ª-12ª)
 Davide Ballardini (13ª-19ª)
 Fabio Viviani (20ª)
 Giovanni Bosi (21ª)
 Giovanni Tedesco (22ª-24ª)
 Giovanni Bosi (25ª)
 Giuseppe Iachini (26ª-28ª)
 Walter Novellino (29ª-32ª)
 Davide Ballardini (33ª-38ª)
- 2016-2017  Davide Ballardini (1ª-2ª) 
 Roberto De Zerbi (3ª-14ª)
 Eugenio Corini (15ª-21ª)
 Diego López (22ª-31ª)
 Diego Bortoluzzi (32ª-38ª)
- 2017-2018  Bruno Tedino (1ª-38ª)
 Roberto Stellone (39ª-42ª e play-off)
- 2018-2019  Bruno Tedino (1ª-5ª)
 Roberto Stellone (6ª-34ª)
 Delio Rossi (35ª-38ª)
- 2019-2020  Rosario Pergolizzi
- 2020-2021  Roberto Boscaglia (1ª-27ª) 
 Giacomo Filippi (28ª-38ª e play-off)
- 2021-2022  Giacomo Filippi (1ª-20ª)
 Silvio Baldini (21ª-38ª e play-off)
- 2022-2023  Silvio Baldini (lug.)
 Stefano Di Benedetto[78] (ago.)
 Eugenio Corini (1ª-38ª)
- 2023-2024  Eugenio Corini (1ª-31ª)
 Michele Mignani (32ª-38ª e play-off)
- 2024-2025  Alessio Dionisi
- 2025-in corso  Filippo Inzaghi

### Presidenti
La società è stata fondata da Ignazio Majo Pagano, che fu presidente dal 1904 al 1908. Il primo presidente fu il vice console britannico Edward De Garston. Joseph Isaac Spadafora Whitaker nel marzo 1902 sarebbe stato nominato presidente onorario, come testimoniato da una lettera datata 14 marzo di quell'anno. Fu socio della società rosanero fino agli anni venti.
Altra personalità importante fu quella di Raimondo Lanza di Trabia, che è stato anche definito il "padre del calciomercato moderno", al quale è stata dedicata la famosa canzone di Domenico Modugno, Vecchio frack.
Numerosi politici hanno ricoperto la carica di presidente della società rosanero tra gli anni cinquanta e gli anni sessanta del XX secolo. In particolar modo, durante la presidenza di Casimiro Vizzini, Totò Vilardo riuscì a costruire il Palermo Miracolo della stagione 1961-1962.
Renzo Barbera, esponente dell'alta borghesia palermitana, industriale del latte, fu il presidente della promozione in Serie A e delle prime due finali di Coppa Italia negli anni settanta: uomo appassionato, arrivò anche ad ipotecare molte sue proprietà per pagare gli stipendi ai giocatori.
Dal 2002 al 2017 il presidente è stato Maurizio Zamparini, imprenditore friulano che rilevò il pacchetto azionario di maggioranza da Franco Sensi, per una cifra tra i 18 e i 22 milioni di euro; la sua è stata la presidenza più duratura della storia del club rosanero.
Dopo la rifondazione del 2019, il presidente è Dario Mirri, pronipote di Renzo Barbera, che ha mantenuto tale carica anche in seguito al 4 luglio 2022, quando la società diventa ufficialmente di proprietà del City Football Group.
Di seguito l'elenco dei presidenti a partire dall'anno di fondazione.
- 1900-1903  Edward De Garston
- 1903-1904  Barone Michele Vannucci
- 1904-1908  Cavaliere Ignazio Majo Pagano
- 1908-1915  Barone Roberto Pottino
- 1920-1923  Valentino Colombo
- 1923-1925  Cavaliere Michele Utveggio
- 1925-1926  Valentino Colombo
- 1928  Conte Liotta di Lemos
- 1928  Barone Giovanni Sergio
- 1928-1929  Conte Guido Airoldi
- 1929-1931  Barone Luigi Bordonaro di Gebbiarossa
- 1931-1933  Francesco Paolo Barresi
- 1933-1934  Cavaliere Giovanni Lo Casto Valenti
- 1934-1935  Valentino Colombo
- 1935  Giovanni De Luca
- 1935-1936  Luigi Majo Pagano
- 1936-1937  Valentino Colombo
- 1937-1938  Paolo Di Pietra
- 1938-1940  Salvatore Barbaro
- 1941-1942  Duilio Lanni
- 1942-1947  Giuseppe Agnello
- 1947-1948  Stefano La Motta
- 1948-1951  Giuseppe Guzzardella
- 1951-1952  Raimondo Lanza di Trabia
- 1952-1953  Carlo La Lomia
- 1953-1954  Mario Fasino
- 1954-1955  Ernesto Pivetti
- 1955  Giuseppe Trapani
- 1955-1956  Arturo Cassina
- 1956-1957  Giuseppe Seminara
- 1957-1963  Casimiro Vizzini
- 1963-1964  Guglielmo Pinzero
- 1964  Ernesto Di Fresco,  Luigi Barbaccia e  Franz Gorgone
- 1965-1967  Luigi Gioia
- 1967-1970  Giuseppe Pergolizzi
- 1970-1980  Renzo Barbera
- 1980-1982  Gaspare Gambino
- 1982-1985  Roberto Parisi
- 1985-1986  Salvatore Matta
- 1987-1989  Salvino Lagumina
- 1989-1993  Giovanni Ferrara
- 1993-1995  Liborio Polizzi
- 1995-2000  Giovanni Ferrara
- 2000-2002  Sergio D'Antoni
- 2002-2017  Maurizio Zamparini
- 2017   Paul Baccaglini
- 2017-2018  Giovanni Giammarva
- 2018-2019  Clive Ian Richardson
- 2019  Rino Foschi
- 2019  Alessandro Albanese
- 2019-  Dario Mirri

## Calciatori

### Capitani

Čestmír Vycpálek

La fascia di capitano è attualmente detenuta dall'attaccante Matteo Brunori.

### Capocannonieri
- Capocannonieri della Serie B

Carlo Radice (1931-1932), Aurelio Pavesi De Marco (1947-1948), Santiago Vernazza (1958-1959), Gianni De Rosa (1981-1982), Luca Toni (2003-2004)
- Capocannonieri della Serie C

Matteo Brunori (2021-2022)

### Sala d'onore
Nel 2020 la Società ha chiesto ai propri tifosi di votare gli 11 giocatori più rappresentativi della storia rosanero. Tra i giocatori votati:
- Stefano Sorrentino
- Federico Balzaretti
- Andrea Barzagli
- Fabio Grosso
- Eugenio Corini
- Josip Iličić
- Javier Pastore
- Lamberto Zauli
- Paulo Dybala
- Fabrizio Miccoli
- Luca Toni
- Allenatore:  Francesco Guidolin

## Palmarès

### Competizioni nazionali
- Serie B: 5

1931-1932, 1947-1948, 1967-1968, 2003-2004, 2013-2014
- Coppa Italia Serie C: 1

1992-1993

### Altre competizioni
- Prima Divisione: 1

1929-1930 (girone D)
- Serie C: 1

1941-1942 (girone finale B)
- Serie C1: 2

1992-1993 (girone B), 2000-2001 (girone B)
- Serie C2: 1

1987-1988 (girone D)
- Serie D: 1

2019-2020 (girone I)

### Competizioni giovanili
- Campionato Primavera 1: 1

2008-2009
- Campionato Primavera 2: 1

2017-2018 (girone B)
- Supercoppa Primavera 2: 1

2018
- Campionato nazionale Dante Berretti (LNP-A): 1

2000-2001
- Coppa Allievi Professionisti: 1

1997-1998
- Campionato Giovanissimi Regionali: 2

2011-2012, 2012-2013

### Onorificenze
- Stella d'oro al merito sportivo: 1973[87]

## Statistiche e record

### Partecipazioni ai campionati
| Livello | Categoria              | Partecipazioni | Debutto   | Ultima stagione | Totale |
| ------- | ---------------------- | -------------- | --------- | --------------- | ------ |
| 1º      |                        |                |           |                 |        |
| Serie A | 29                     | 1932-1933      | 2016-2017 | 29              |        |
| 2º      | Prima Divisione        | 1              | 1926-1927 | 1926-1927       | 50     |
| 2º      | Divisione Nazionale    | 1              | 1945-1946 | 1945-1946       | 50     |
| 2º      | Serie B                | 48             | 1930-1931 | 2025-2026       | 50     |
| 3º      | Campionato Meridionale | 1              | 1928-1929 | 1928-1929       | 14     |
| 3º      | Prima Divisione        | 1              | 1929-1930 | 1929-1930       | 14     |
| 3º      | Serie C                | 3              | 1941-1942 | 2021-2022       | 14     |
| 3º      | Serie C1               | 9              | 1984-1985 | 2000-2001       | 14     |
| 4º      | Serie C2               | 1              | 1987-1988 | 1987-1988       | 2      |
| 4º      | Serie D                | 1              | 2019-2020 | 2019-2020       | 2      |

Nelle stagioni intercorse dall'introduzione dell'odierna struttura dei campionati italiani, basata su tre leghe professionistiche con la fondazione del Direttorio Divisioni Superiori nel 1926, in tre anni (1927-1928, 1940-1941, 1986-1987) il Palermo è rimasto inattivo per fallimento: nei primi due casi il suo posto venne preso da club cittadini, nei quali la matricola rosanero poi confluì, militanti in tornei antesignani dell'odierna Serie C, tanto che ai sensi delle NOIF della FIGC si potrebbero aggiungere altre due stagioni di terza serie al sovrastante computo (per un totale di 16 annate), mentre solo nell'ultimo caso si assistette ad un totale anno sabbatico nella vita calcistica palermitana, ad eccezione però del proprio girone eliminatorio di Coppa Italia di quella stagione, poiché fu radiata il giorno dopo l'ultima gara eliminatoria della competizione, dunque a pochi giorni dall'avvio di campionato, durante il cui inizio venne dichiarata fallita. Nelle particolari edizioni 1928-1929 e 1945-1946 la classificazione è stata determinata in ossequio alle determinazioni ufficiali della FIGC sui titoli sportivi: nel primo caso la compagine rosanero è stata esclusa dai titoli di Divisione Nazionale A e B, unificati attribuiti nel 1928 dall'allora presidente Leandro Arpinati; nel secondo caso è stata ammessa con il titolo di B, assegnato dalla Federcalcio.

### Statistiche di squadra
- Miglior piazzamento in Serie A: 5º (2005-2006, 2006-2007 e 2009-2010)
- Più punti nel campionato di Serie A: 65 punti (2009-2010)
- Miglior serie positiva in casa in assoluto: 31, dal 10 aprile del 2021 (Palermo - Vibonese 0-0) al 13 agosto del 2022 (Palermo - Perugia 2-0)
- Miglior serie positiva in casa in un solo campionato di Serie A: 19 (Imbattuta in casa nella stagione 2009-2010)
- Maggior numero di vittorie in Serie A: 18 (Serie A 2009-2010)
- Più gol segnati nel campionato di Serie A: 59 (1950-1951 e 2009-2010)
- Vittoria casalinga con il massimo scarto in Serie A: 8-0 (contro la Pro Patria il 5 novembre del 1950-1951)
- Vittoria in trasferta con più gol di scarto in assoluto: – 8-1 (contro l'Associazione Polisportiva Lucana, attuale Potenza Calcio, 1º marzo del 1941-1942)
- Sconfitta con più gol di scarto e sconfitta in trasferta con più gol di scarto: 9-0 (contro il Milan, 18 febbraio del 1950-1951)
- Sconfitta casalinga con più gol di scarto: 0-7 (contro l'Udinese, 27 febbraio del 2010-2011)
- Pareggi con il massimo numero di gol in assoluto e in Serie A: 8 – 4-4 (contro l'Inter, 1º febbraio del 2011-2012) – 4-4 (contro il Chievo, 6 maggio del 2011-2012)

### Statistiche individuali
Di seguito le top 10 dei primatisti di presenze e reti del Palermo in tutte le competizioni ufficiali, ossia campionati e coppe.
In grassetto i giocatori ancora in attività con la maglia del club rosanero. 
Dati aggiornati al 9 maggio  2025

Roberto Biffi

| Record di presenze - 373 Roberto Biffi (1988-1999) - 286 Enzo Benedetti (1955-1965) - 280 Antonio De Bellis (1957-1961, 1964-1971) - 269 Mauro Di Cicco (1976-1984) - 268 Alberto Malavasi (1957-1965) - 243 Gennaro Santillo (1932-1940) - 241 Valerio Majo (1974-1978, 1983-1986) - 237 Pietro De Sensi (1987-1994) - 234 Franco Landri (1966-1973) - 228 Erminio Favalli (1971-1978) | Record di reti - 81 Fabrizio Miccoli (2007-2013) - 75 Matteo Brunori (2021-) - 62 Carlo Radice (1929-1933, 1934-1935) - 54 Santiago Vernazza (1957-1960) - 51 Luca Toni (2003-2005) - 48 Gaetano Troja (1964-1966, 1968-1973) - 42 Dante Di Maso (1947-1948, 1949-1955) - 42 Silvino Bercellino (1966-1972) - 41 Umberto Di Falco (1936-1940, 1941-1942, 1944-1945) - 39 Ilija Nestorovski (2016-2019) |

## Tifoseria

### Contesto
La maggior parte dei tifosi del Palermo FC proviene dall'omonima città metropolitana.
La squadra è molto popolare sia in Sicilia occidentale sia nei luoghi storicamente interessati dall'emigrazione siciliana, riscontrando grande seguito in trasferta, soprattutto nel nord Italia. La squadra è molto seguita anche negli USA e in Germania, paesi caratterizzati da numerose comunità siciliane.

### Gemellaggi e rivalità
Tra i principali gemellaggi ufficiali stretti nel corso del tempo dalla tifoseria organizzata rosanero si segnalano quelli con Padova (che ha resistito anche in occasione della finale playoff Serie C del 2022) e Lecce (che ha resistito anche a una delicata partita decisiva per la promozione nella Serie A 2003-2004, all'ultima giornata della Serie B 2002-2003, terminato 3-0 per i salentini). 
La rivalità storica e più sentita è col Catania. Al punto da rendere frequenti gli scontri tra le due tifoserie in occasione del derby di Sicilia. Tristemente noti sono i fatti del 2 febbraio 2007 (Serie A 2006-2007), con gli scontri di Catania fra tifosi etnei e polizia, durante i quali rimase ucciso l'ispettore capo di polizia Filippo Raciti. Sempre in ambito regionale, sentita la rivalità con il Messina.
Tra le rivalità più sentite figura anche quella con la tifoseria del Frosinone, nata in seguito ad episodi controversi avvenuti nel corso della finale play-off di Serie B 2017-2018.
Negli ultimi anni spicca anche la rivalità con il Napoli, con cui in precedenza vi erano rapporti positivi, anche a causa del gemellaggio dei partenopei con i catanesi e all'amicizia dei rosanero con i romanisti. Azzurri e rosanero disputano il Derby delle Due Sicilie.

## Organico

### Rosa 2025-2026
Rosa aggiornata all'8 agosto 2025.

### Staff tecnico
Area Tecnica
- Filippo Inzaghi - Allenatore
- Maurizio D'Angelo - Allenatore in seconda
- Evans Soligo - Collaboratore tecnico
- Carlo Osti - Direttore Sportivo
- Giuseppe Bellistri - Responsabile preparatori atletici
- Luca Alimonta - Preparatore atletico
- Daniele Cominotti - Preparatore atletico
- Guglielmo Pillitteri - Preparatore atlletico
- Simone Baggio - Match Analyst
- Federico Montalto - Match Analyst
- Federico Orlandi - Preparatore dei portieri